# Samsung Omnia 7
Samsung Omnia 7 ( cu numele de cod SGH-i8700) este un smartphone cu touchscreen fabricat de către Samsung Electronics pe care rulează Windows Phone 7.

## Detalii
Ecranul are o diagonală de 4 inchi Super AMOLED capacitiv cu multitouch cu rezoluția de 480 x 800 pixeli. Sub ecran se află tasta fizică „Home” și tastele capacitive „înapoi” și „căutare”.
În partea stângă se află butonul de volum, pe partea dreaptă în margine tasta de pornire sau blocare și declanșatorul camerei foto. În partea de sus se află mufa audio de 3.5 mm cu portul microUSB standard ascuns de un capac culisant.
Aproape toată partea din spate este din metal și are o cameră de 5 megapixeli cu bliț LED. 
Acesta susține opțiunea de conectivitate HSDPA la 7.2 Mbps și upload 5.76 Mbps, este dotat cu instrumentul de navigare A-GPS și protocoale de rețea Wi-Fi, inclusiv standardul N.
Este capabil să redea fișiere video codificate 720p în format MPEG-4, H.263, H.264 și WMV.